# Джонстон, Джимми
Джеймс Ко́ннолли Джо́нстон (англ. James Connolly Johnstone; 30 сентября 1944, Вьюпарк, Южный Ланаркшир, Шотландия — 13 марта 2006, Аддингстон, Южный Ланаркшир, Шотландия), более известный как Джи́мми Джо́нстон (англ. Jimmy Johnstone) — шотландский футболист. Выступал на позиции правого вингера.
Джонстон наиболее известен своими выступлениями за шотландский «Селтик». Является культовым футболистом для болельщиков глазговской команды, которые в 2002 году выбрали его величайшим игроком «кельтов» за всю историю клуба.
В период с 1964 по 1974 год форвард защищал цвета национальной сборной Шотландии, провёл в её составе 23 матча, забил четыре мяча. Джимми был в составе «тартановой армии», участвовавшей в чемпионате мира 1974 года, но не сыграл на турнире ни одной встречи.
Джонстон скончался 13 марта 2006 года.

## Клубная карьера

### Ранние годы
Джимми родился 30 сентября 1944 года в маленькой шотландской деревне Вьюпарк области Южный Ланаркшир. Будущий игрок национальной сборной страны был младшим из пяти детей семьи Джонстон. Детство Джимми прошло в фамильном доме на улице «Old Edinburgh Road», который располагался прямо напротив стадиона «Робертсон Парк» (англ. Robertson Park). На этой «арене» выступала местная футбольная команда «Торнивуд Юнайтед» (англ. Thorniewood United FC). Именно здесь Джонстон сделал свои первые спортивные шаги. По воспоминаниям самого Джимми его главным партнёром был старший брат Пэт: с ним они с утра до вечера пропадали на стадионе, гоняя мяч. В возрасте восьми лет талант Джонстона был замечен учителем школы Святого Колумба Джоном Крайнсом, который пригласил мальчика в команду этого учебного заведения. Джимми ответил согласием на такую перспективу. Юный футболист в первые годы выиграл со своей командой все соревнования, в которых они принимали участие. Вскоре Джонстон перебрался на новое место учёбы — школу Святого Иоанна. Там он также добился значительных успехов.

### «Селтик»
Джонстон ездил со школьной командой на футбольный турнир в Манчестер. В программе соревнования был «мастер-класс», где своё мастерство ребятам показывали многие известные игроки, среди которых был Стэнли Мэтьюз. Мастерство знаменитого форварда произвело сильное впечатление на юного Джимми. По возвращении домой Джимми читал копию автобиографии Мэтьюза, где он рассказывал о технической стороне футбола. Джонстон часами отрабатывал приёмы Стэнли, «оттачивая» дриблинг, ставя удар — мальчик совершенствовал свои навыки. Позднее Джимми признавался, что главным упражнением, которое помогло ему развить технику было выставление в ряд десятка бутылок, наполненных молоком, и ведение вокруг них мяча — семья жила бедно, поэтому за каждую уроненную ёмкость Джонстон мог быть наказан отцом.
Самостоятельные упражнения принесли свою пользу, и уже во время следующей поездки в Манчестер техническая оснащённость шотландца произвела благоприятное впечатление на Уишборна — одного из скаутов местного «Юнайтед». Он настоятельно посоветовал руководству «красных» подписать футболиста. Но «красных дьяволов» неожиданно опередил священник школы Джонстона Фрэнк Кейрни, бывший большим поклонником глазговского «Селтика». Видя, что англичане могут первыми купить талантливого игрока, он пошёл на хитрость, сообщив представителям «манкунианцев», что их предложение не возымеет должных последствий, так как Джимми с детства болеет за «кельтов» и грезит выступлениями в бело-зелёной футболке клуба. В то же время Кейрни связался со своим другом — скаутом «Селтика» Джоном Хиггинсом, который в тот же день приехал в Манчестер и забрал Джонстона в Глазго. Около года Джимми тренировался с «кельтами» два раза в неделю, совмещая спортивные занятия с учёбой в школе. 7 октября 1961 года Джонстон дебютировал за резервный состав «Селтика» — в тот день «бело-зелёные» играли с «дублем» «Сент-Джонстона». Глазговцы выиграли со счётом 4:2, а Джимми поучаствовал во всех четырёх голах своей команды, единожды забив и ещё три раза отдав голевой пас. Присутствовавший на игре главный тренер первого состава «Селтика» Джимми Макгрори после матча подписал с Джонстоном профессиональный контракт. Примечательно, что в тот же вечер было заключено соглашение с другим будущим известным футболистом «кельтов» Томми Геммеллом.
Как было заведено в то время, Джонстон был отдан набираться опыта в фарм-клуб глазговцев — команду «Блантайр Селтик». Поиграв за южноланаркширцев год, нападающий был призван в ряды сборной Шотландии (до 17 лет) на встречу со сверстниками из Северной Ирландии. За поединком наблюдал тренер резерва «Селтика» и, по совместительству, главный скаут клуба Джимми Гриббен. После игры он встретился с наставником первой команды «кельтов» Макгрори и посоветовал тому как можно скорее привлечь молодого форварда к поединкам на «взрослом» уровне. Главный тренер внял Гриббену и забрал Джонстона из «Блантайра». Однако следующие два года Джимми пришлось ожидать своего шанса на скамейке запасных. Наконец, 27 марта 1963 года форвард дебютировал на профессиональном уровне, отыграв полный матч в рамках чемпионата Шотландии против «Килмарнока». И тут же он был вынужден испытать серьёзное разочарование — «бело-зелёные» потерпели от «килли» сокрушительное поражение 0:6. Через месяц Джимми вновь вышел в основном составе «кельтов» на календарную встречу первенства страны с «Харт оф Мидлотиан». В том матче он забил свой первый гол за «Селтик», и, хотя глазговцы уступили со счётом 3:4, юный игрок удостоился похвал от футбольных специалистов. Уже 4 мая его ждало ещё более серьёзное испытание — наставник глазговцев Макгрори поставил Джонстона в первый состав на финальный поединок Кубка Шотландии, в котором «бело-зелёные» состязались со своими непримиримыми соперниками по «Old Firm» из «Рейнджерс». Команды разошлись миром — 1:1 (в переигровке победили «джерс» — 3:0), а игра Джимми вновь была оценена экспертами очень положительно.
Несмотря на столь яркий старт в профессиональном футболе, главный тренер «кельтов» Макгрори не слишком жаловал юное дарование, чаще оставляя его вне стартового состава «Селтика». Ситуация изменилась в августе 1965 года, когда на пост наставника глазговцев был назначен бывший футболист клуба Джок Стейн. Специалист сразу же включил Джимми в свои игровые схемы, и сезон 1965/66 Джонстон провёл в качестве одного из ключевых исполнителей «бело-зелёных». В октябре того же года форвард завоевал свой первый полноценный трофей в составе «Селтика», когда на арене «Хэмпден Парк» «кельты» переиграли «Рейнджерс» со счётом 2:1 в финале Кубка шотландской лиги. Джонстон стал «соавтором» решающего мяча в ворота «джерс», когда его сбил в своей штрафной защитник Дэвид Прован. Пенальти реализовал вингер «бело-зелёных» Джон Хьюз. Поединок был омрачён вторжением на поле болельщиков «Рейнджерс» во время того, как круг почёта с трофеем совершали футболисты «Селтика». Полиции удалось выдворить со стадиона особо ретивых фанатов. Но случай имел последствия в виде запрета Шотландской футбольной ассоциацией кругов почёта на «Хэмпден Парк» в течение следующих десяти лет. В мае 1965 года Джонстон впервые завоевал медаль чемпиона страны. «Кельты» стали победителями турнира в напряжённой борьбе, всего на два очка опередив ближайшего преследователя в лице «Рейнджерс». На европейской арене «бело-зелёные» также выступили достаточно успешно, дойдя до полуфинала Кубка обладателей кубков, где они уступили английскому «Ливерпулю».
Следующий сезон стал самым успешным для «Селтика» за всю его историю (таковым он остаётся и поныне). Клуб выиграл все четыре турнира, в которых участвовал — чемпионат Шотландии, оба Кубка страны и Кубок европейских чемпионов. Для самого Джонстона данный футбольный год был «звёздным часом». Во время столь успешного выступления «кельтов» в еврокубках Джимми стал одним из самых узнаваемых игроков на континенте — зрители и журналисты подмечали все тонкости в игре и внешности футболиста. Более всего обывателей поразил маленький рост Джонстона в сочетании с его филигранной техникой. В частности, в 1/8 финала Кубка чемпионов «кельты» встречались с французским «Нантом». Публику так поразила виртуозность действий Джонстона, что она тут же окрестила его «летающей блохой». Специалисты практически единогласно рассматривали Джимми, как лучшего вингера Европы того времени. 6 мая 1967 года состоялся один из лучших матчей для Джонстона в форме глазговского клуба — в тот день «Селтик» в предпоследнем туре первенства встречался с «Рейнджерс». Джимми забил два гола в ворота «джерс». Особенно красивым получился второй мяч — на размокшем от непрекращающегося дождя поле форвард с фланга ворвался в штрафную «Рейнджерс», обыграл трёх соперников и точно послал снаряд в верхний угол ворот своей левой, «нерабочей» ногой.

«Венчал» тот успешный для «Селтика» сезон финальный поединок Кубка европейских чемпионов, в котором глазговцам противостоял знаменитый итальянский «Интернационале». Матч состоялся 25 мая 1967 года в португальском Лиссабоне. Большинство экспертов единогласно отдавали победу итальянцам, считая их безоговорочными фаворитами встречи. Наставник «Селтика» Стейн в свою очередь провёл с игроками большую психологическую работу с целью развеять миф о непобедимости итальянских звёзд. Позже Джонстон вспоминал об обстановке перед матчем: 
Никогда не забуду туннель перед выходом на арену. Там мы впервые увидели так близко наших соперников. Джачинто Факкетти, Сандро Маццолла, Ренато Каппеллини — эти имена даже при произнесении наводили на нас ужас. А тут они стояли рядом: высокие, белозубые, с гладкими безукоризненными причёсками. От них даже пахло хорошо… И мы, маленькие, всклоченные. Итальянцы тогда, не скрывая, усмехались над нами. Мы, должно быть, походили на эдакую труппу цирка.
 В туннеле хавбек «кельтов» Берти Олд запел гимн «Селтика», «The Celtic Song», подхваченный всеми футболистами, произведя неизгладимое впечатление на игроков «Интернационале».
Начало матча осталось за «нерадзурри» — на 7-й минуте назначенный в ворота глазговцев пенальти уверенно реализовал Маццола. Но «кельты» не сдались — команда Джока Стейна, поступательно «расшатывала» оборону миланцев и во втором тайме добилась своего, дважды огорчив голкипера «Интернационале» Джулиано Сарти. Вклад Джонстона в общий успех был весомым: по специальному заданию главного тренера он постоянно менял фланги и своими действиями запутывал итальянских защитников. Матч так и закончился — 2:1 в пользу шотландцев. «Селтик» стал первой британской командой, которой покорился главный клубной трофей Европы, а состав «кельтов», выходивший в тот день на поле прозвали «Лиссабонскими львами».
Вскоре после этого финального поединка «Селтик» был приглашён в качестве оппонента мадридскому «Реалу» на проводы из большого футбола легендарного Альфредо Ди Стефано. Матч стал настоящим бенефисом Джонстона. Его финты и филигранная техника настолько поразили испанскую публику, что она стала одобрительно приветствовать любое удачное действие Джимми против «сливочных». Единственный гол в игре забил Бобби Леннокс после того, как Джонстон перехватил мяч у своего соперника по «Реалу». В том же году Джимми занял третье место в голосовании на «Золотой мяч» — приз лучшему футболисту Европы. Первую и вторую позицию завоевали Альберт Флориан и Бобби Чарльтон, соответственно, хотя многие эксперты признавали, что Джонстон должен был быть удостоен победы, исходя из его вклада в успех «Селтика» в сезоне 1966/67.
В конце 60-х годов Джонстон наряду с Джорджем Бестом считался одним из самых зрелищных футболистов мира. Трио правого фланга «кельтов», Крейг — Мердок — Джонстон по праву считалось одним из сильнейших в Европе. Показательным в этом смысле является матч, состоявшийся 17 декабря 1969 года, когда «Селтик» на своей домашней арене разгромил «Данди Юнайтед» — 7:2. Особенно в этом преуспели правофланговые игроки «бело-зелёных», являвшиеся авторами всех голевых пасов «кельтов» во встрече.

Джонстон перед матчем с «Аяксом» в амстердамском отеле (9 марта 1971)

В 1970 году «Селтик» Джонстона вновь успешно выступал на европейской арене. В полуфинальных играх Кубка чемпионов того сезона «кельты» встречались с очень сильным в то время «Лидс Юнайтед» под руководством Дона Реви. В жёстком двухматчевом противостоянии, которое журналисты окрестили «Битвой за Британию», верх взяли «бело-зелёные», победившие с общим счётом 3:1. После этих встреч защитники «павлинов» признавали, что наибольшую «головную боль» им доставлял Джимми, и лишь благодаря ему шотландцы оказались в финале. Но в решающей игре «кельты» были обыграны нидерландским «Фейеноордом», что стало своего рода сенсацией, учитывая уже заработанный «бело-зелёными» авторитет в Европе. После сезона 1969/70 Джимми был включён в символическую сборную года по версии британского журнала «Rothmans», став единственным неангличанином в подобной «команде». Примечательно, что этой же чести Джонстон удостоился и в 1971, и 1972 году.

Начиная с сезона 1973/74 форвард стал редко появляться в стартовом составе «Селтика». Во многом, это было обусловлено сложным характером Джимми и его привязанностью к разного рода пагубным привычкам и развлечениям. По признанию самого Джонстона за эти два года его единственным матчем, за который «ему не было стыдно», стал финальный поединок Кубка лиги сезона 1974/75 против «Хиберниана». Джонстон провёл полную игру, отличился голом. 3 января 1975 года форвард не был включён в основной состав «кельтов» на важнейший матч первенства страны с «Рейнджерс». Та же участь постигла партнёра Джимми по клубу Джорджа Коннелли. По информации источников, близких к тренерскому штабу «бело-зелёных», наставник «Селтика» Стейн пошёл на такой шаг в качестве наказания за нарушение футболистами спортивного режима накануне встречи. В то же время появились первые пересуды о том, что Джонстон вскоре покинет глазговский клуб. Контракт форварда с «Селтиком» истекал летом того же года, и руководство «кельтов» не торопилось предлагать Джимми новое соглашение о сотрудничестве. В конце концов, в июне 1975 года президент глазговцев Десмонд Уайт смог убедить Джока Стейна, что Джонстон больше не принесёт пользы «бело-зелёным». С доводами главы клуба главный тренер согласился и за неделю до истечения срока контракта объявил футболисту, что нового соглашения ему предложено не будет. Много лет спустя Джимми вспоминал: 
Это был шок для меня… Настоящий шок… Джок будто вынес мне смертельный приговор. Моя бело-зелёная душа была просто-напросто разорвана в клочья после этого разговора.

### Последующая карьера
Летом 1975 года Джонстон уехал в США, где подписал контракт с клубом «Сан-Хосе Эртквейкс». Предполагалось, что Джонстон будет помогать забивать нападающему Полу Чайлду. Однако, из десяти матчей Джонстона в США его команда проиграла семь, причём подряд, а Чайлд не забил ни одного гола, когда Джонстон был на поле. Карьера Джимми за океаном не принесла успеха, и уже в конце того же года он был вынужден вернуться в Великобританию. За последующие пять сезонов форвард часто менял клубы, поиграв в таких командах, как «Шеффилд Юнайтед», «Данди» (куда его пригласил бывший партнёр по «Селтику» Томми Геммелл), «Шелбурн» и «Элгин Сити». Но закрепиться ни в одной из команд футболист так и не смог. Вскоре после этого Джонстон объявил о завершении карьеры.

### Клубная статистика
| Клуб                          | Сезон                         | Чемпионат | Чемпионат | Кубок | Кубок | Кубок Лиги | Кубок Лиги | Еврокубки | Еврокубки | Межконтинентальный кубок | Межконтинентальный кубок | Итого | Итого |
| Клуб                          | Сезон                         | Игры      | Голы      | Игры  | Голы  | Игры       | Голы       | Игры      | Голы      | Игры                     | Голы                     | Игры  | Голы  |
| ----------------------------- | ----------------------------- | --------- | --------- | ----- | ----- | ---------- | ---------- | --------- | --------- | ------------------------ | ------------------------ | ----- | ----- |
| Селтик                        | 1962/63                       | 4         | 1         | 1     | 0     | —          | —          | —         | —         | —                        | —                        | 5     | 1     |
| Селтик                        | 1963/64                       | 25        | 6         | 4     | 2     | 2          | 0          | 7         | 2         | —                        | —                        | 38    | 10    |
| Селтик                        | 1964/65                       | 24        | 1         | 1     | 0     | 10         | 3          | 4         | 0         | —                        | —                        | 39    | 4     |
| Селтик                        | 1965/66                       | 32        | 9         | 7     | 1     | 8          | 1          | 7         | 3         | —                        | —                        | 54    | 14    |
| Селтик                        | 1966/67                       | 25        | 13        | 5     | 0     | 10         | 1          | 9         | 2         | —                        | —                        | 49    | 16    |
| Селтик                        | 1967/68                       | 29        | 5         | 1     | 0     | 8          | 5          | 2         | 0         | 3                        | 0                        | 43    | 10    |
| Селтик                        | 1968/69                       | 31        | 5         | 6     | 2     | 8          | 0          | 5         | 2         | —                        | —                        | 50    | 9     |
| Селтик                        | 1969/70                       | 27        | 10        | 4     | 1     | 6          | 0          | 9         | 0         | —                        | —                        | 46    | 11    |
| Селтик                        | 1970/71                       | 30        | 8         | 8     | 2     | 9          | 5          | 4         | 4         | —                        | —                        | 51    | 19    |
| Селтик                        | 1971/72                       | 23        | 9         | 2     | 0     | 8          | 1          | 6         | 0         | —                        | —                        | 39    | 10    |
| Селтик                        | 1972/73                       | 22        | 7         | 7     | 2     | 7          | 1          | 3         | 0         | —                        | —                        | 39    | 10    |
| Селтик                        | 1973/74                       | 15        | 3         | 2     | 1     | 9          | 1          | 6         | 3         | —                        | —                        | 32    | 8     |
| Селтик                        | 1974/75                       | 19        | 5         | —     | —     | 7          | 3          | 2         | 0         | —                        | —                        | 28    | 8     |
| Всего за «Селтик»             | Всего за «Селтик»             | 306       | 82        | 48    | 11    | 92         | 21         | 64        | 16        | 3                        | 0                        | 513   | 130   |
| Сан-Хосе Эртквейкс            | 1975                          | 10        | 0         | —     | —     | —          | —          | —         | —         | —                        | —                        | 10    | 0     |
| Всего за «Сан-Хосе Эртквейкс» | Всего за «Сан-Хосе Эртквейкс» | 10        | 0         | 0     | 0     | 0          | 0          | 0         | 0         | 0                        | 0                        | 10    | 0     |
| Шеффилд Юнайтед               | 1975/76                       | 6         | 1         | —     | —     | —          | —          | —         | —         | —                        | —                        | 6     | 1     |
| Шеффилд Юнайтед               | 1976/77                       | 5         | 1         | —     | —     | —          | —          | —         | —         | —                        | —                        | 5     | 1     |
| Всего за «Шеффилд Юнайтед»    | Всего за «Шеффилд Юнайтед»    | 11        | 2         | 0     | 0     | 0          | 0          | 0         | 0         | 0                        | 0                        | 11    | 2     |
| Данди                         | 1977/78                       | 3         | 0         | —     | —     | —          | —          | —         | —         | —                        | —                        | 3     | 0     |
| Всего за «Данди»              | Всего за «Данди»              | 3         | 0         | 0     | 0     | 0          | 0          | 0         | 0         | 0                        | 0                        | 3     | 0     |
| Шелбурн                       | 1977/78                       | 9         | 0         | —     | —     | —          | —          | —         | —         | —                        | —                        | 9     | 0     |
| Всего за «Шелбурн»            | Всего за «Шелбурн»            | 9         | 0         | 0     | 0     | 0          | 0          | 0         | 0         | 0                        | 0                        | 9     | 0     |
| Элгин Сити                    | 1978/79                       | —         | —         | —     | —     | —          | —          | —         | —         | —                        | —                        | —     | —     |
| Элгин Сити                    | 1979/80                       | —         | —         | —     | —     | —          | —          | —         | —         | —                        | —                        | —     | —     |
| Всего за «Элгин Сити»         | Всего за «Элгин Сити»         | 18        | 2         | 0     | 0     | 0          | 0          | 0         | 0         | 0                        | 0                        | 18    | 2     |
| Всего за карьеру              | Всего за карьеру              | 357       | 86        | 48    | 11    | 92         | 21         | 64        | 16        | 3                        | 0                        | 564   | 134   |

## Сборная Шотландии
Дебют Джонстона в сборной Шотландии состоялся 3 октября 1964 года, когда «тартановая армия» в рамках Домашнего чемпионата Великобритании встречалась с Уэльсом. В своём третьем матче за «горцев», коим стал поединок против Англии, состоявшийся 2 апреля 1966 года, Джимми, дважды поразив ворота «трёх львов», забил свои первые мячи в национальной команде. В 1974 году форвард в составе шотландской сборной поехал на мировое первенство, которое проводилось в ФРГ. Команда закончила свои выступления, заняв третье место в группе 2. Сам Джонстон не сыграл на турнире ни одного матча. В том же году Джимми провёл свою последнюю встречу в составе «горцев» — 30 октября шотландцы состязались с командой ГДР.
Всего за десять лет выступлений за сборную Шотландии Джонстон сыграл 23 матча, забил четыре гола.

### Матчи и голы за сборную Шотландии
| №  | Дата            | Место                                      | Оппонент          | Счёт | Голы Джонстона | Соревнование                                      |
| 1  | 3 октября 1964  | «Ниниан Парк», Кардифф, Уэльс              | Уэльс             | 2:3  | —              | Домашний чемпионат Великобритании                 |
| 2  | 21 октября 1964 | «Хэмпден Парк», Глазго, Шотландия          | Финляндия         | 3:1  | —              | Отборочный матч чемпионата мира по футболу 1966   |
| 3  | 2 апреля 1966   | «Хэмпден Парк», Глазго, Шотландия          | Англия            | 3:4  | 2              | Домашний чемпионат Великобритании                 |
| 4  | 22 октября 1966 | «Ниниан Парк», Кардифф, Уэльс              | Уэльс             | 1:1  | —              | Отборочный матч чемпионата Европы по футболу 1968 |
| 5  | 10 мая 1967     | «Хэмпден Парк», Глазго, Шотландия          | СССР              | 0:2  | —              | Товарищеский матч                                 |
| 6  | 22 ноября 1967  | «Хэмпден Парк», Глазго, Шотландия          | Уэльс             | 3:2  | —              | Отборочный матч чемпионата Европы по футболу 1968 |
| 7  | 6 ноября 1968   | «Хэмпден Парк», Глазго, Шотландия          | Австрия           | 2:1  | —              | Отборочный матч чемпионата мира по футболу 1970   |
| 8  | 16 апреля 1969  | «Хэмпден Парк», Глазго, Шотландия          | ФРГ               | 1:1  | —              | Отборочный матч чемпионата мира по футболу 1970   |
| 9  | 22 октября 1969 | «Фолькспаркштадион», Гамбург, ФРГ          | ФРГ               | 2:3  | 1              | Отборочный матч чемпионата мира по футболу 1970   |
| 10 | 25 апреля 1970  | «Хэмпден Парк», Глазго, Шотландия          | Англия            | 0:0  | —              | Домашний чемпионат Великобритании                 |
| 11 | 11 ноября 1970  | «Хэмпден Парк», Глазго, Шотландия          | Дания             | 1:0  | —              | Отборочный матч чемпионата Европы по футболу 1972 |
| 12 | 22 мая 1971     | «Уэмбли», Лондон, Англия                   | Англия            | 1:3  | —              | Домашний чемпионат Великобритании                 |
| 13 | 13 октября 1971 | «Хэмпден Парк», Глазго, Шотландия          | Португалия        | 2:1  | —              | Отборочный матч чемпионата Европы по футболу 1972 |
| 14 | 10 ноября 1971  | «Питтодри», Абердин, Шотландия             | Бельгия           | 1:0  | —              | Отборочный матч чемпионата Европы по футболу 1972 |
| 15 | 1 декабря 1971  | Олимпийский стадион, Амстердам, Нидерланды | Нидерланды        | 1:2  | —              | Товарищеский матч                                 |
| 16 | 20 мая 1972     | «Хэмпден Парк», Глазго, Шотландия          | Северная Ирландия | 2:0  | —              | Домашний чемпионат Великобритании                 |
| 17 | 27 мая 1972     | «Хэмпден Парк», Глазго, Шотландия          | Англия            | 0:1  | —              | Домашний чемпионат Великобритании                 |
| 18 | 14 мая 1974     | «Хэмпден Парк», Глазго, Шотландия          | Уэльс             | 2:0  | —              | Домашний чемпионат Великобритании                 |
| 19 | 18 мая 1974     | «Хэмпден Парк», Глазго, Шотландия          | Англия            | 2:0  | —              | Домашний чемпионат Великобритании                 |
| 20 | 1 июня 1974     | «Клокке», Брюгге, Бельгия                  | Бельгия           | 1:2  | 1              | Товарищеский матч                                 |
| 21 | 6 июня 1974     | «Уллевол», Осло, Норвегия                  | Норвегия          | 2:1  | —              | Товарищеский матч                                 |
| 22 | 20 ноября 1974  | «Хэмпден Парк», Глазго, Шотландия          | Испания           | 1:2  | —              | Отборочный матч чемпионата Европы по футболу 1976 |
| 23 | 30 октября 1974 | «Хэмпден Парк», Глазго, Шотландия          | ГДР               | 3:0  | —              | Товарищеский матч                                 |

Итого: 23 матча / 4 гола; 11 побед, 3 ничьи, 9 поражений.

### Сводная статистика игр/голов за сборную
| Сборная          | Год              | Отборочные матчи ЧМ | Отборочные матчи ЧМ | Финальные матчи ЧМ | Финальные матчи ЧМ | Отборочные матчи ЧЕ | Отборочные матчи ЧЕ | Финальные матчи ЧЕ | Финальные матчи ЧЕ | Товарищеские матчи | Товарищеские матчи | Домашний чемпионат Великобритании | Домашний чемпионат Великобритании | Итого | Итого |
| Сборная          | Год              | Игры                | Голы                | Игры               | Голы               | Игры                | Голы                | Игры               | Голы               | Игры               | Голы               | Игры                              | Голы                              | Игры  | Голы  |
| ---------------- | ---------------- | ------------------- | ------------------- | ------------------ | ------------------ | ------------------- | ------------------- | ------------------ | ------------------ | ------------------ | ------------------ | --------------------------------- | --------------------------------- | ----- | ----- |
| Шотландия        | 1964             | 1                   | 0                   | —                  | —                  | —                   | —                   | —                  | —                  | —                  | —                  | 1                                 | 0                                 | 2     | 0     |
| Шотландия        | 1966             | —                   | —                   | —                  | —                  | 1                   | 0                   | —                  | —                  | —                  | —                  | 1                                 | 2                                 | 2     | 2     |
| Шотландия        | 1967             | —                   | —                   | —                  | —                  | 1                   | 0                   | —                  | —                  | 1                  | 0                  | —                                 | —                                 | 2     | 0     |
| Шотландия        | 1968             | 1                   | 0                   | —                  | —                  | —                   | —                   | —                  | —                  | —                  | —                  | —                                 | —                                 | 1     | 0     |
| Шотландия        | 1969             | 2                   | 1                   | —                  | —                  | —                   | —                   | —                  | —                  | —                  | —                  | —                                 | —                                 | 2     | 1     |
| Шотландия        | 1970             | —                   | —                   | —                  | —                  | 1                   | 0                   | —                  | —                  | —                  | —                  | 1                                 | 0                                 | 2     | 0     |
| Шотландия        | 1971             | —                   | —                   | —                  | —                  | 2                   | 0                   | —                  | —                  | 1                  | 0                  | 1                                 | 0                                 | 4     | 0     |
| Шотландия        | 1972             | —                   | —                   | —                  | —                  | —                   | —                   | —                  | —                  | —                  | —                  | 2                                 | 0                                 | 2     | 0     |
| Шотландия        | 1974             | —                   | —                   | —                  | —                  | 1                   | 0                   | —                  | —                  | 3                  | 1                  | 2                                 | 0                                 | 6     | 1     |
| Всего за карьеру | Всего за карьеру | 4                   | 1                   | 0                  | 0                  | 6                   | 0                   | 0                  | 0                  | 5                  | 1                  | 8                                 | 2                                 | 23    | 4     |

## Сборная Шотландской футбольной лиги
Также с 1964 по 1970 год Джонстон приглашался и играл в составе сборной Шотландской футбольной лиги, которая проводила товарищеские матчи с аналогичными командами из Англии и Ирландии. В матчах с англичанами был паритет: ничья, победа и поражение соответственно. Единственный матч против ирландцев был выигран с минимальным счётом. Всего за клубных «горцев» Джимми провёл четыре встречи.

### Матчи за сборную Футбольной лиги Шотландии
| № | Дата            | Место                                         | Оппонент                         | Счёт | Голы Джонстона | Соревнование      |
| 1 | 18 марта 1964   | «Рокер Парк», Сандерленд, Англия              | Сборная Футбольной лиги Англии   | 2:2  | —              | Товарищеский матч |
| 2 | 16 марта 1966   | «Сент-Джеймс Парк», Ньюкасл-апон-Тайн, Англия | Сборная Футбольной лиги Англии   | 3:1  | —              | Товарищеский матч |
| 3 | 20 марта 1968   | «Эйрсом Парк», Мидлсбро, Англия               | Сборная Футбольной лиги Англии   | 0:2  | —              | Товарищеский матч |
| 4 | 2 сентября 1970 | «Селтик Парк», Глазго, Шотландия              | Сборная Футбольной лиги Ирландии | 1:0  | —              | Товарищеский матч |

Итого: 4 матча / 0 голов; 2 победы, 1 ничья, 1 поражение.

## Достижения

### Командные достижения
«Селтик»
- Обладатель Кубка европейских чемпионов: 1966/67
- Чемпион Шотландии (9): 1965/66, 1966/67, 1967/68, 1968/69, 1969/70, 1970/71, 1971/72, 1972/73, 1973/74
- Обладатель Кубка Шотландии (6): 1964/65, 1966/67, 1968/69, 1970/71, 1971/72, 1973/74
- Обладатель Кубка шотландской лиги (6): 1965/66, 1966/67, 1967/68, 1968/69, 1969/70, 1974/75
- Финалист Кубка европейских чемпионов: 1969/70
- Финалист Кубка Шотландии (4): 1962/63, 1965/66, 1969/70, 1972/73
- Финалист Кубка шотландской лиги (5): 1964/65, 1970/71, 1971/72, 1972/73, 1973/74

### Личные достижения
- Зал славы шотландского футбола: включён в 2004

## Жизнь после окончания карьеры

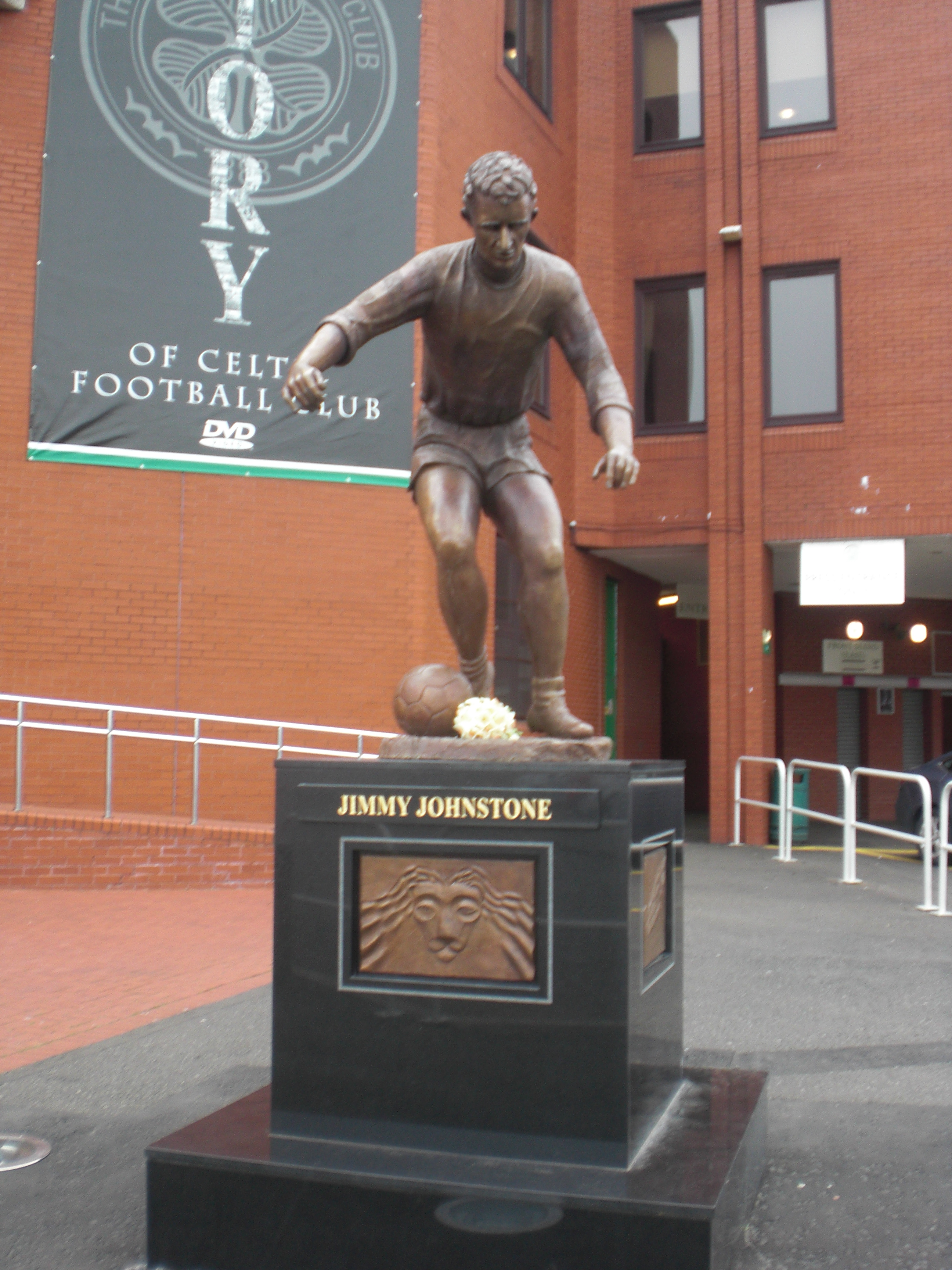
Статуя Джимми Джонстона у стадиона «Селтик Парк»

В середине 80-х годов Джонстон вернулся в «Селтик», став помощником тренера резервной команды глазговцев и своего бывшего одноклубника Бобби Леннокса. Однако этот период жизни совпал с прогрессирующей зависимостью Джимми от алкоголя. Через два года Леннокс поставил перед бывшим партнёром условие — либо Джонстон перестаёт пить и продолжает работу в родном клубе, либо покидает «Селтик». Зависимость Джимми была уже очень сильна — он выбрал второй вариант. Алкоголизм Джонстона довёл его самого и его семью до крайней бедности. Помочь Джимми вызвался его друг Вилли Хогг — крайней точкой был приход Джонстона к нему в офис с целью продать медаль победителя Кубка европейских чемпионов для покупки выпивки. Джонстон был помещён в наркологическую клинику, где за год смог избавиться от алкогольной зависимости.
В 2002 году голосованием среди болельщиков «кельтов» Джонстон был признан величайшим игроков за всю историю глазговского клуба, опередив нападающих Кенни Далглиша и Хенрика Ларссона. Также Джимми вошёл в символическую сборную «Селтика» всех времён. Через два года британская телерадиокомпания BBC выпустила фильм о Джонстоне под названием «Король фланга» (англ. Lord of the Wing). Картина рассказывала о жизни Джимми, текст от автора читал известный шотландский актёр Билли Коннолли.
В июне 2005 года Джонстон стал первым из ныне живущих людей, кто удостоился чести изготовления именного яйца Фаберже. Яйцо было изготовлено по проекту внучки Карла Фаберже, Сары. Через год уже после смерти Джонстона ограниченный выпуск из 19 изделий был продемонстрирован в Палате общин Великобритании. Вскоре яйца, посвящённые Джимми, были выставлены на аукцион и разошлись по коллекциям всего за несколько дней. Стартовая цена одного изделия равнялась десяти тысячам фунтов стерлингов.

## Болезнь и смерть

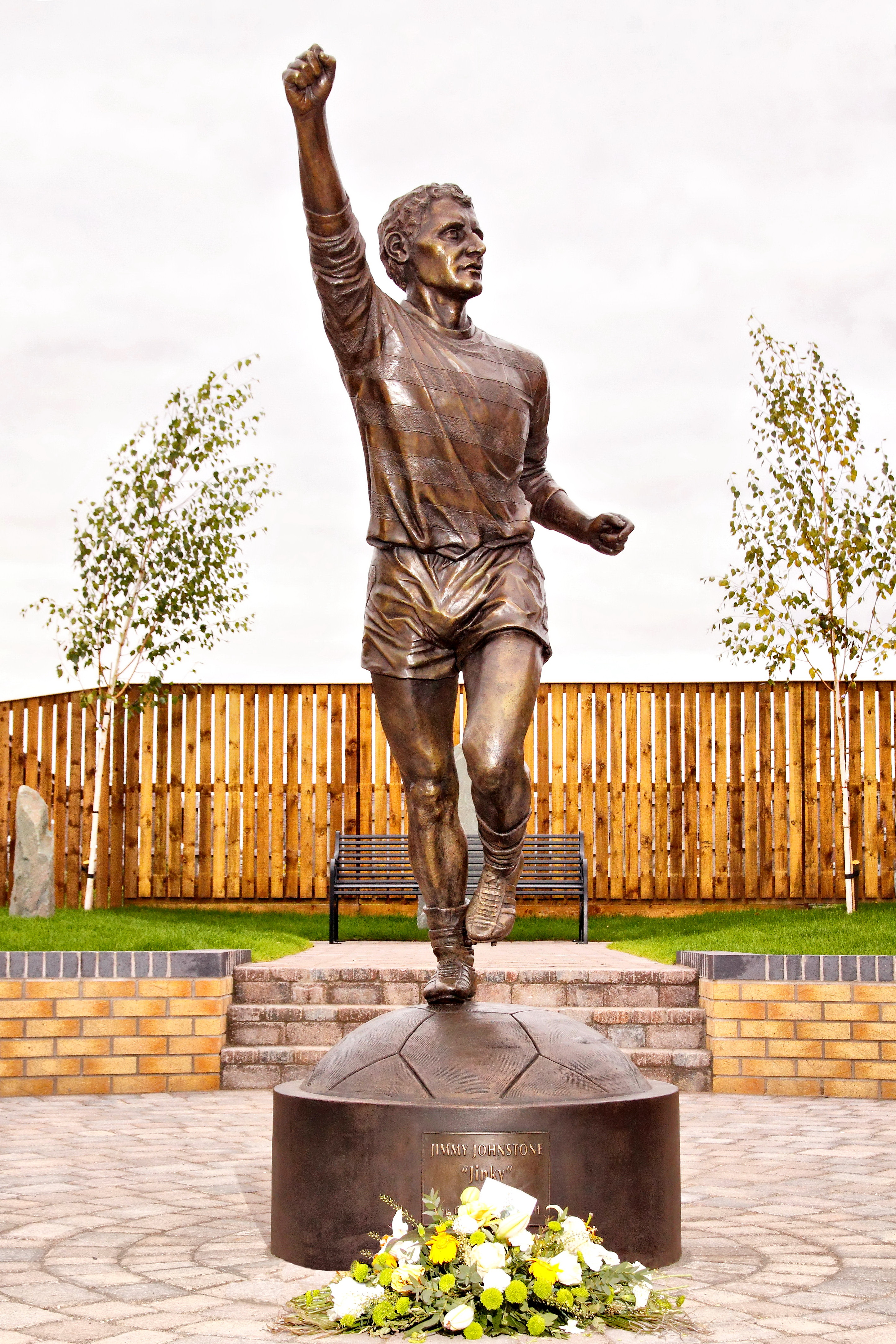
Статуя Джимми Джонстона в мемориальном саду Аддингстона

В ноябре 2001 года врачи поставили Джонстону диагноз — болезнь мотонейронов. Несмотря на все усилия медиков, Джимми скончался 13 марта 2006 года. Последним человеком, с которым разговаривала легенда «Селтика» был Вилли Хендерсон — бывший футболист «Рейнджерс», в последние годы ставший близким другом Джонстона.
Похороны Джимми состоялись 17 марта в День святого Патрика — значимого дня для всей ирландской диаспоры Глазго и, в частности, «кельтского» клуба. Проводить в последний путь легендарного футболиста пришли тысячи поклонников различных команд, в том числе и фанаты принципиального соперника «Селтика» — «Рейнджерс». Отпевание Джонстона состоялось в церкви святого Иоанна Предтечи, расположенной в родном для Джимми Аддингстоне. В тот же день гроб с телом футболиста захоронили на кладбище парка Ботуэлл (англ. Bothwell Park Cemetery).
Через два дня «Селтик» играл финал Кубка лиги против «Данфермлин Атлетик». По договоренности с Шотландской футбольной ассоциацией все футболисты «кельтов» играли с номером «семь» на своих шортах в память о легендарном игроке глазговского клуба. Перед матчем состоялась минута молчания по Джонстону.

## Память
В декабре 2008 года рядом с ареной «Селтик Парк» была открыта статуя Джимми. Через два с половиной года другой памятник Джонстона был открыт в Аддингстоне, неподалёку от дома, где жил футболист. Вокруг монумента был сооружён мемориальный сад. На открытии присутствовила жена Джимми, Агнес, некоторые члены команды «Лиссабонских львов». Бронзовая статуя была отлита по проекту скульптора Джона Маккенны на деньги Фонда имени Джонстона и пожертвований обычных людей.